# Dadisari
Dadisari is een bestuurslaag in het regentschap Tanggamus van de provincie Lampung, Indonesië. Dadisari telt 1764 inwoners (volkstelling 2010).